# Can Carbonell (Sils)
Can Carbonell és una masia de Sils (Selva) inclosa a l'Inventari del Patrimoni Arquitectònic de Catalunya.

## Descripció
Edifici de dues plantes amb coberta a vessants laterals i cornisa catalana. La porta principal i dues de les finestres són de pedra amb impostes, la resta d'obertures són simples i semblen de factura relativament recent. Sobre la porta principal hi ha una obertura amb un balcó de barana de ferro. Destaca perpendicular a la façana de la casa un contrafort, situat al costat dret de la porta d'accés, deixant a l'altre costat, una altra obertura. El cos principal de la casa no sembla haver sofert remodelacions d'importància al llarg de la seva història, però s'ha anat modificant per adaptar-lo als nous usos. El parament dels murs és arrebossat i pintat de color blanc però amb algunes parts sense pintar. Actualment no s'utilitza com a habitatge. Hi ha molta maquinària agrícola i el recinte està envoltat per una tanca metàl·lica.

## Història
Aquesta casa la trobem esmentada el 1373, quan compra l'Hostal de la Belladona. Actualment serveix de magatzem per a les eines del camp.